# دانشگاه میزوری–سنت لوئیس
دانشگاه میزوری–سنت لوئیس (به انگلیسی: University of Missouri–St. Louis) یکی از چهار دانشگاه در نظام دانشگاهی میزوری ایالات متحده آمریکا بوده و در شهر سنت لوییس در ایالت میزوری واقع است.